# Rosse woelmuis
De rosse woelmuis (Clethrionomys glareolus) is een knaagdier uit de familie van woelmuizen. Het is de enige soort uit het geslacht der rosse woelmuizen (Clethrionomys) die in West- en Centraal-Europa voorkomt. Overige soorten komen enkel in Noord-Europa voor.

## Kenmerken
Een volwassen dier is 8 tot 11 centimeter lang en 14 tot 40 gram zwaar. De staart is 36 tot 72 millimeter lang. Eilandvormen worden groter dan dieren van het vasteland. De rugzijde is kastanje- of roodachtig bruin, de flanken zijn grijzig met een rode glans en de buikzijde is geel of gebroken wit. Bij jonge dieren is de vacht veel grijzer van kleur. De kop is kort en stomp met zeer duidelijk zichtbare oorschelpen. De oorschelpen en ogen zijn groter dan bij andere woelmuizen.

## Gedrag
Rosse woelmuizen eten plantaardig voedsel als zachte zaden, vlezige vruchten, bladeren, kruiden en boomschors (tot op vijf meter hoogte), aangevuld met paddenstoelen, mossen, wortels, knoppen en gras, en ook insecten, wormen en slakken. Dieren in noordelijke streken leggen voedselvoorraden aan.
De dieren zijn zowel 's nachts als overdag actief, maar 's zomers voornamelijk 's nachts. Ook 's winters zijn de dieren actief. Het zijn goede klimmers en laten zich regelmatig zien op omgevallen bomen.

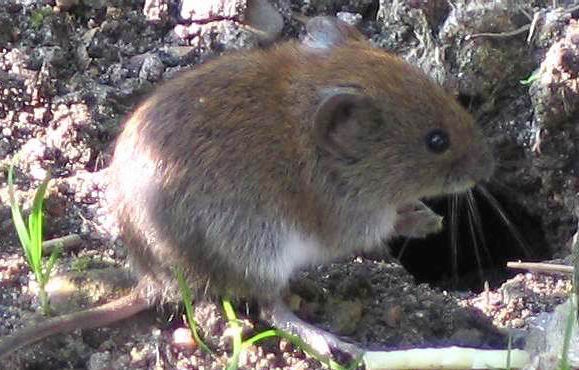
Rosse woelmuis voor hol

In sommige gebieden maken populaties een populatiecyclus door, waarbij op het hoogtepunt van de cyclus een ware explosie aan dieren kan optreden en ze plagen kunnen vormen. Dit komt onder andere voor in Duitsland, Noord-Zweden en Noorwegen. In andere gebieden, waaronder Zuid-Zweden, komen deze cycli niet voor. Wel is er een duidelijk verschil aan dieren per seizoen te waarnemen: aan het einde van de zomer en in de herfst is het aantal dieren op zijn hoogst, in de lente op zijn laagst.
De rosse woelmuis kan tot 18 maanden oud worden in het wild, en tot 40 maanden in gevangenschap. De rosse woelmuis is een belangrijk prooidier voor uilen, wezels en vossen.

## Voortplanting
De rosse woelmuis maakt een bolvormig nest van bladeren, mos, gras en veertjes. Dit nest heeft een duidelijke ingang en ligt zo'n twee tot tien centimeter onder de grond, meestal onder boomwortels of omgevallen bomen. Vanuit het nest loopt een systeem van gangen. Het nest waarin de jongen worden geboren, kan ook in een holle boom liggen.
Het voortplantingsseizoen loopt van april tot september of oktober. De jongen worden geboren na een draagtijd van 16 tot 18 dagen. Vrouwtjes krijgen meestal drie tot vijf jongen per worp, en vier à vijf worpen per jaar. Een jong weegt bij de geboorte zo'n twee gram. Enkel de moeder zorgt voor de jongen. De zoogtijd duurt veertien dagen. Vrouwtjes kunnen na 4,5 week geslachtsrijp zijn, maar jongen uit late worpen kunnen zich meestal pas na de winter voortplanten.

## Verspreiding
In grote delen van Europa komen rosse woelmuizen voor, maar ze ontbreken in Portugal, Spanje (behalve het noorden) en de zuidelijke Balkan. Oostwaarts komen ze voor tot in China en Mongolië. In de Alpen komen ze voor tot 2400 meter hoogte.
Ze leven voornamelijk in loofwouden en struikgebieden, maar ook in gebieden met hoge grassen en kruiden, in heggen en in parklandschap. In Scandinavië leven ze voornamelijk in naaldwouden. Ze wagen zich zelden in open gebieden zonder beschutting, en komen het meest voor in gebieden met een dichte struik- of kruidlaag. Rosse woelmuizen komen voornamelijk voor in warmere en droge streken, en trekken soms ook huizen in. In Nederland zijn ze aan te treffen op hogere gronden, in struikgewas, bos en plaatsen met veel vegetatie.